# 1456
| 1456               |
| ------------------ |
| Dødsfald - Fødsler |
|                    |

| Gregoriansk kalender | 1456 MCDLVI             |
| Ab urbe condita      | 2209                    |
| Armensk kalender     | 905 ԹՎ ՋԵ               |
| Kinesiske kalender   | 4152 – 4153 乙亥 – 丙子 |
| Etiopisk kalender    | 1448 – 1449             |
| Jødisk kalender      | 5216 – 5217             |
| Hindukalendere       |                         |
| - Vikram Samvat      | 1511 – 1512             |
| - Shaka Samvat       | 1378 – 1379             |
| - Kali Yuga          | 4557 – 4558             |
| Iransk kalender      | 834 – 835               |
| Islamisk kalender    | 860 – 861               |

Konge i Danmark: Christian 1. 1448-1481
Se også 1456 (tal)

## Født
- 23. juni – Margrete af Danmark, datter af kong Christian 1. og Dorothea af Brandenburg. Gift med Jakob 3. af Skotland og dronning af Skotland fra 1469 til sin død i 1486.